# Hydrogenperoxidy
Hydrogenperoxidy (též hydroperoxidy) jsou sloučeniny obsahující jednoduchou vazbu kyslík–kyslík–vodík. Jejich sirné analogy se nazývají hydrogendisulfidy. Superoxidy, dioxygenyly a ozonidy jsou samostatné skupiny sloučenin.

## Organická chemie

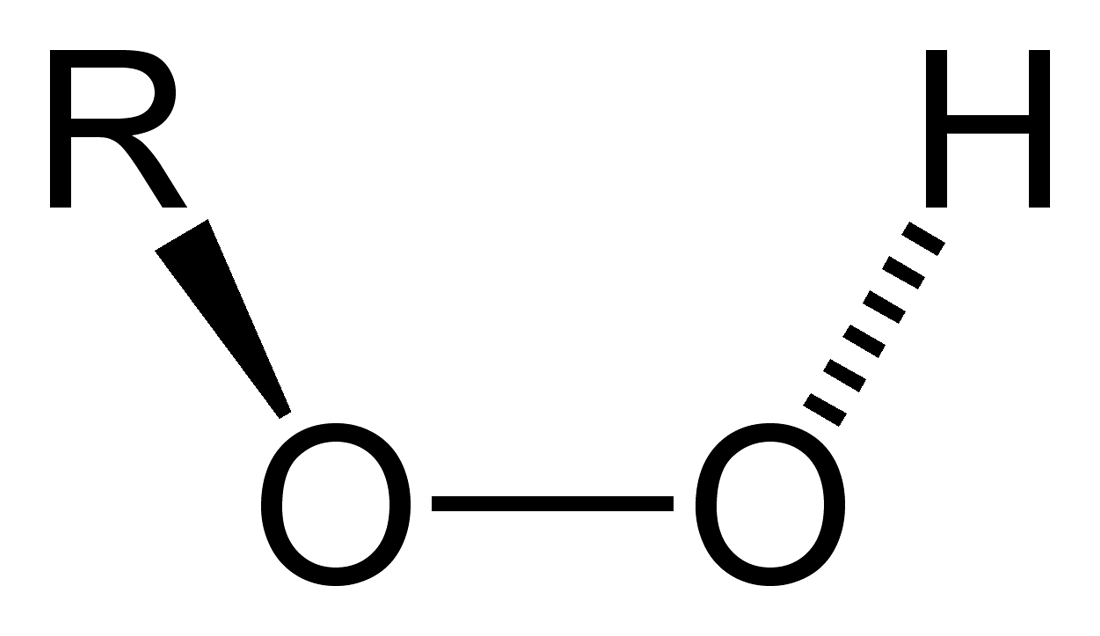
Obecná struktura organického hydrogenperoxidu

Organické hydrogenperoxidy jsou sloučeniny se specifickou funkční skupinou nebo molekulou obsahující jednoduchou vazbu kyslík–kyslík–vodík (R–O–O–H). Radikál HOO· se nazývá hydro(gen)peroxidový radikál a předpokládá se, že je přítomen při spalování uhlovodíků na vzduchu. Organické hydrogenperoxidy se snadno rozkládají na volné radikály:
HRO·